# Elephantulus edwardii
Elephantulus edwardii — вид ссавців родини Стрибунцеві (Macroscelididae). Вид є ендеміком Південно-Африканської Республіки, де зустрічається у гористій місцевості серед скель. Тіло завдовжки 25 см, хвіст — 13 см, вага — 50 г.